# Spiel mit dem Schicksal (1945)
Spiel mit dem Schicksal ist ein US-amerikanischer Abenteuerfilm, inszeniert im Jahr 1945 von Sam Wood. Das Drehbuch basiert auf dem gleichnamigen Roman von Edna Ferber. In Deutschland wurde der Film erstmals am 24. Februar 1950 in den Kinos gezeigt. Er erschien in Deutschland zeitweise auch unter dem Titel Abrechnung in Saratoga.

## Handlung
Clio Dulaine, die uneheliche Tochter eines kreolischen Aristokraten und einer Französin, kehrt 1875 nach New Orleans zurück. Sie will sich für die schlechte Behandlung ihrer Mutter durch ihren Vater und dessen Familie rächen. Jahre zuvor hatte ihre Mutter den Vater getötet, als der sie von einem Selbstmord abhalten wollte. Daraufhin wurden Mutter und Tochter ins Exil nach Paris geschickt. Die Mulattin Angelique und deren zwergenhafter Diener Cupidon sind mit Clio befreundet. 
Auf der Suche nach den Dulaines trifft Clio auf einem Markt auf den Texaner Clint Maroon. Beide empfinden etwas füreinander. Clint bietet ihr seine Chauffeurdienste an, doch Angelique zieht Clio von ihm weg. In einem Restaurant, das die Dulaines jeden Sonntag besuchen, frühstücken Clio, Angelique und Cupidon. Dem Oberkellner gegenüber gibt Clio sich als Verwandte aus und nimmt an dem reservierten Tisch Platz. Die Dulaines kommen, erkennen sie wegen der Ähnlichkeit mit ihrer Mutter und verlassen das Lokal. Wieder begegnet Clio dem Texaner, der sie diesmal nach Hause bringt. Bald schon zieht er zu ihr ins Haus. Beide gehen ihren Racheplänen nach, denn auch Clint will sich rächen. Sein Vater wurde von einer Eisenbahngesellschaft ruiniert.
Clio versucht immer wieder, auf die Dulaines zu stoßen, um den Debütantinnenball ihrer Halbschwester Charlotte zu sabotieren. Clint wird zunehmend genervt und verlässt Clio, um nach Saratoga Springs zu gehen. Die Dulaines halten die dauernden Störungen Clios nicht länger aus, zahlen ihr 10.000 Dollar, lassen das Haus von Clios Mutter einreißen und bezahlen ein Begräbnis auf dem Friedhof von New Orleans für sie. Clio zieht nun ebenfalls nach Saratoga, um dort den Eisenbahner Bartholomew Van Steed zu heiraten. Ihre Ankunft mit Angelique und Cupidon entfacht einen Aufruhr. Das Hotel ist belegt; Clint, der sich nun Colonel Maroon nennt, bietet Clio zwei Zimmer seiner Suite an. Er vertraut Clio an, dass Van Steed Eigentümer der Gesellschaft Saratoga Trunk ist, die durch Kohletransport millionenschwer geworden ist. Der Konkurrent Raymond Soule, der Clints Vater ruiniert hat, versucht, diese Gesellschaft zu übernehmen. 
Clio gibt sich von nun an als französische Grafenwitwe aus. Zweifler werden durch Mrs. Bellop, eine Dame der städtischen Gesellschaft, beruhigt. Clios Schönheit und ihre tragische Geschichte erweckt Van Steeds Aufmerksamkeit. Clint bietet sich in der Zwischenzeit als Troubleshooter für Van Steed an, der ihn dafür an der Gesellschaft beteiligen soll. Clio findet heraus, dass Clint die Drecksarbeit für Van Steed macht und schickt ihn enttäuscht weg. Van Steed hat das wahre Leben von Clio herausgefunden, will sie aber trotzdem heiraten. Auf einem Kostümball platzen Clint und Cupidon herein. Beide sind bei einem Gefecht mit Soules Männern verletzt worden. Clio verarztet beide und merkt, dass sie den Texaner mehr liebt und niemand anderen heiraten könnte. Clint teilt ihr mit, dass seine Aktion gegen Soule Van Steeds Gesellschaft gerettet hat. Durch seine Anteile ist er nun ein sehr reicher Mann.

## Kritiken
„Der Film reduziert den historisch und sozialkritisch fundierteren Roman auf eine immerhin gut gespielte Abenteuergeschichte.“

## Auszeichnungen
Oscarverleihung 1947
- Nominierung in der Kategorie Beste Nebendarstellerin für Flora Robson

## Hintergrund
Bei einem geschätzten Budget von 1,75 Millionen US-Dollar spielte die Produktion der Warner Bros. in den USA 4,2 Millionen US-Dollar ein. Der Film wurde zwischen Februar und Juli 1943 gedreht. Durch die Fülle von Kriegsfilmen in der Zeit kam der Film erst 1945 heraus.
Bevor Florence Bates zum Film kam, war sie 1914 mit 26 Jahren der erste weibliche Anwalt in Texas. Der geborene Berliner Curt Bois kam Mitte der 1930er Jahre nach Hollywood und wurde dort ein angesehener Filmschauspieler. Ein weiterer deutschstämmiger Mitarbeiter am Set war der in Stuttgart geborene Carl Jules Weyl, der bei diesem Film die Funktion des Art-Directors bekleidete. Regisseur der Second Unit war der spätere Star-Regisseur Don Siegel. Die Spezial-Effekte stammen vom oscardekorierten Lawrence W. Butler. Musikalischer Direktor des Films war Leo F. Forbstein.